# Hofmaier
Mejer ist ein deutscher Familienname.

## Herkunft und Bedeutung
Mejer ist eine Variante des Familiennamens Meier.

## Varianten
- Hofmair, Hofmayr, Hofmeier, Hofmeir, Hofmeyer, Hofmeyr

## Namensträger
- Ludwig Hofmaier (Handstand-Lucki; * 1941), deutscher Antiquitätenhändler (Handstand-Lucki)
- Ulrich Hofmaier (um 1300–1346), Diplomat